# Вернате (Италия)
 Тази статия е за италианското градче.  За други значения вижте Вернате.  
Верна̀те (на италиански: Vernate, на западноломбардски: Vernàa, Вернаа) е малко градче и община в Северна Италия, провинция Милано, регион Ломбардия. Разположено е на 108 m надморска височина. Населението на общината е 3189 души (към 2010 г.).